# Gino il pollo
Gino il pollo (o Gino The Chicken o Gino Pollazzone) è un personaggio comico satirico creato dall'artista digitale Andrea Zingoni. Deve principalmente la sua iniziale popolarità a cartoni animati di parodie musicali diffusi attraverso Internet.

## Storia

### Origini:Lost in The Net
Gino il Pollo interviene con un video proclama il 19 febbraio 1995 al convegno “Diritto alla comunicazione nello scenario di fine millennio”, organizzato al Museo Pecci di Prato dai rappresentanti delle BBS italiane. Il video Gino The Chicken Lost in The Net, scritto e doppiato da Zingoni e realizzato dai Giovanotti Mondani Meccanici con un mix di computer grafica e riprese dal vivo di un pollo, tratta in modo paradossale il tema del nascente mondo del Web.

### Sviluppo

#### TV e riviste
Negli anni successivi Zingoni realizza con i Giovanotti Mondani Meccanici numerosi altri video di Gino il Pollo, tra cui A Prayer, Help I'm Rock (un omaggio a Frank Zappa) e Chicken for the Devil, dove Gino non appare più ripreso dal vero, ma viene disegnato da Paolo Neri e trasformato in cartoon con tecniche di animazione digitali utilizzando un Commodore Amiga 1000. Gino diventa presto noto all'interno del movimento di attivisti e artisti digitali italiani e i filmati vengono presentati a numerosi festival di video e computer art. Tutti i video di questo primo periodo vengono acquistati e trasmessi dalla RAI all'interno della trasmissione di scienza e filosofia digitale Mediamente.
Nel 1999 esce il libro Gino The Chicken: Le mirabolanti avventure del primo pollo perso nella rete, con le postfazioni del filosofo Franco Bolelli e dello scrittore e attivista politico Franco Berardi, libro che vedrà la propria trasposizione TV nella serie Gino il Pollo perso nella rete del 2004. Sempre nel 1999 Gino il Pollo è ospite fisso con racconti scritti, grafica cyberdelica e fumetti sulla nuova edizione mensile della storica rivista underground Re Nudo. Nel 2000 Gino viene pubblicato sulla rivista linus con racconti, proclami e fumetti disegnati di volta in volta da Maramotti, Calì e Joshua Held.

#### Nel Web e in radio
Nel gennaio del 2001 Zingoni si accorda con My-Tv, la prima web television europea, per creare un giornale web da mandare in onda in streaming, il GinoTg, di cui il pollo sarà l'irriverente caustico e surreale Anchor Chicken. I testi dei GinoTg sono scritti da Gianmarco Bachi con l'ausilio della redazione guidata da Marco Formigoni. Assieme al GinoTg nascono le Gino Interview, interviste sfrontate a personaggi pubblici, quali Fiorello, Emma Bonino, Renzo Arbore, Gad Lerner, l'allora ministro Willer Bordon, Bruno Vespa, Ronaldo, Piero Pelù, Alba Parietti, Elio, Ignazio La Russa, Valter Veltroni. Nel marzo del 2001, visto il successo mediatico del progetto, il direttore di My-Tv Salvo Mizzi decide di produrre una serie animata di approfondimento settimanale delle notizie animata in Macromedia Flash, che vede come cantante parodistico e attore Gino il Pollo. Per realizzare la serie, Zingoni sceglie come suo partner Joshua Held, che aveva già disegnato Gino per la rivista Linus.
Tra il 2001 e il 2003 Zingoni e Held producono per My-TV ben 73 cartoon sui principali temi di attualità: dalla guerra, al terrorismo, alla clonazione, alla politica italiana, un paio di cartoon vengono scritti con la collaborazione di Antonio Losito. Nell'ottobre del 2001, a seguito degli attentati dell'11 settembre, creano Tu vuo' fa' 'o talebano, parodia satirica della nota canzone di Renato Carosone Tu vuo' fa' l'americano, rivolta ad Osama Bin Laden. Con oltre 2 milioni di download, e cospicue visioni in streaming, il webtoon Tu vo' fa' 'o talebano diventa un caso di marketing virale.
Gino ritorna sull'argomento nelle settimane successive con il webtoon Papaveri e Burka dove, sulle note di Papaveri e Papere di Nilla Pizzi, narra la storia di Osamina, figlia del capo di Al Qaeda, che «tradisce il padre» facendo la soubrette («con le cosce ' affora») sulla TV Al Jazira. La produzione del GinoTg nel 2002 approda su altri mass-media, in particolare sulle frequenze di Radio Italia Network, dove viene ospitato all'interno del programma di intrattenimento Radio un corno condotto da Teo Mammucari, Camila Raznovich e Giancarlo Ricci, con una doppia striscia satirica quotidiana coi testi di Sergio Di Pasquale Luci e Antonio Losito (anche voce radiofonica del pollo), e con la post produzione di Bruno Luca Perrone.

### L'album musicale e il libro
Nel 2002 Gino lancia da My-Tv la Campagna per la Legalizzazione del Cervello e il movimento del Pollo delle Libertà, parodia dell'allora coalizione di governo, il Polo delle Libertà. Presentato come "viral project pollitico", esce l'album Gino c'è per la BMG Ricordi, contenente le parodie musicali di alcuni noti brani della storia della musica italiana. Tra questi Clone matto (rifacimento di Cuore matto di Little Tony), Gino c'è (rifacimento di Jesahel di Ivano Fossati), Nuntereggae più (duetto virtuale tra Gino e Rino Gaetano), Tre parole alla nazione (cantato assieme a Valeria Rossi), Ninna nanna del Giudizio Universale (di Vittorio De Sica) e Sono un pollo (rifacimento del Fortunello di Ettore Petrolini).
Numerosi sono i musicisti che partecipano al progetto, tra gli altri Marco 'Biggo' Fasola (che nel cantato sostituisce Zingoni) e Giovanni Cleis con i Table, gruppo sperimentale svizzero di musica elettronica. Nel cd non è presente Tu vuo' fa' 'o talebano: dopo aver vinto la causa intentata contro My-Tv, gli eredi di Renato Carosone ne hanno impedito l'utilizzo e oscurato gli streaming sul web.
Nel 2003 esce con la prefazione di Franco Bolelli, il libro illustrato Sex&Gino&Roccherronlle. Nel libro oltre ai testi delle parodie musicali divisi a sezioni è presente il lungo racconto Ginocchio - Storia di un pollo burattino, parodia della società italiana ricalcata sulla struttura di Pinocchio. I disegni a corredo del libro sono del Rock Art Lab Malleus. I cartoon Gino e Washington hot line sono stati scritti con la collaborazione di Antonio Losito.

### Serie TV
Nel 2002 Rai Fiction e My-Tv si accordano per coprodurre una serie TV con protagonista Gino il Pollo. Ai due si aggiungerà successivamente Lanterna Magica, casa di produzione esperta nel settore. Tra il 2003 e il 2004 Zingoni rielabora i racconti del suo libro Gino The Chicken Lost in The Net per adattarli al soggetto della serie, che ha come titolo Gino il Pollo perso nella rete. Zingoni crea nuovi scenari più consoni ad un target preadolescenziale. La compagine dei personaggi che l'autore affianca a Gino è vasta: gli X_Animals (animali mutanti), Mà la Mente Alveare e i suoi Web Raptors, Capo Colby (il capo della Chicken Investigation Agency) e una nuova figura, Andrea alias Cyberboy (doppiato da Jacopo Sarno), un ragazzo appassionato d'informatica capace di smaterializzarsi nel cyberspazio. Su suggerimento della produzione, Zingoni crea anche i personaggi della famiglia di Andrea Cyberboy.
La serie, animata con il software Toon Boom e composta di 52 episodi di 13 minuti l'uno, viene trasmessa su Rai Tre nel 2006 e riproposta più volte negli anni successivi. Elemento fondamentale e trainante della serie sono i 60 brani musicali originali (canzoni scritte da Dario Brunori, Giovanni Cleis, Marco Biggo Fasola, Marco Di Francesco e Tiziano Leidi). Parte delle canzoni di Gino il Pollo perso nella rete sono state raccolte nel CD Le canzoni di Gino il pollo edito da Rai Trade nel 2006. Sempre del 2006 è il videogioco per PC/MAC Gino il Pollo perso nella rete, realizzato da Digital Bros con le voci originali e la musica della serie.

#### Premessa
Capo Colby, nell'intento di governare il mondo, vuole smaterializzare in rete l'intera razza umana ed inizia con Gino. Perso nella rete, il pollo incontra gli X-Animals e Gina, una fascinosa pollastrella di cui si innamora perdutamente. Nella lotta contro Colby trova un prezioso alleato in Andrea, un ragazzo del mondo reale che riesce ad entrare fisicamente nel cyberspazio in aiuto di Gino, con il soprannome di CyberBoy. Pur di catturare il pollo e scoprire cos'è successo al suo DNA, Colby fonda la Chicken Investigation Agency (parodia della CIA) e si allea con Mà (Mente Alveare), una potente essenza digitale a forma di polipo, che con i suoi feroci Web-Raptors domina parte del web e cercherà di distruggere gli X-Animals.

#### Doppiaggio
- Andrea Zingoni: Gino, Capo Colby, Dextop, Web Raptors, Ringo, Gronk, Monk, Pietro, Pixel Bill, Pixel-eros, Tete de Linotte.
- Chiarastella Serravalle: Mà, E-Jay, Lucy Kiai, Koraline, Paula, Giulia, Creaturine Pon-Pon
- Tamara Bartolini: Gina, Runa, Stelle.
- Alessandra Porta Giavatto: E-Mile, Sulma
- Brunori Sas: Sumo, White Rabbit, Tiger Ping e Pong, Gino (Cantato)
- Jacopo Sarno: Andrea
- Stefano Bresciani: RayMundo
- Simona Mondani: Dolly
- Teresa Assoli: Suor Soia
- Marco Fasola: Biggo, Kalinka, Gino (Cantato Alt.)
- Michela Malimpensa: Malù

#### Episodi della serieGino il Pollo perso nella rete
1. Il rapimento di Gino
2. Terre selvagge
3. Cyberboy
4. X-Animals
5. Libertatia
6. Le regole della Teknofattoria
7. Web-Raptors
8. Buon compleanno Cyberboy
9. Hanno rapito Gina
10. Vampire
11. Il Demone della scuola
12. Ghost
13. Dr. Jeno e Chicken Hyde
14. Kalinka
15. Gino's Nightmare
16. Pirati
17. Il Segreto di Ringo
18. Web Virus
19. Gino Ole'
20. Danger Zone
21. Lupus in fabula
22. Capitan Zingerman
23. Aliens attack I
24. Aliens attack II
25. Ginodzilla
26. Polltergheist
27. Splatter Rock
28. Billy il pulgino
29. Clone matto
30. La formula
31. Polli nel fango
32. Due Polli in un pollaio
33. Fluido assassino
34. Pollution
35. Streghe
36. L'appello
37. C'è un pollo da salvare
38. Nelle prigioni di Ma'
39. X-Festival
40. Wrestling
41. Dottor Frankengin
42. Sfida infernale
43. Assedio
44. San Valengino
45. Gino 2 Roboclone
46. Gino e la rosa carnivora
47. Gino Bianconeve
48. Targin
49. La Pollodissea I
50. La Pollodissea II
51. Gino star televisiva
52. X-Party

### Altre esperienze TV
Nel 2007 Gino il Pollo è ospite fisso per diverse settimane nella trasmissione Domenica In in onda su Rai 1. Ogni domenica pomeriggio, sotto forma di pupazzo, Gino il Pollo saltella e balla al fianco di Pippo Baudo nella conduzione del gioco Family Play, nel quale i ragazzi partecipanti devono individuare alcuni errori nelle sequenze dei cartoon di Gino realizzati appositamente per il programma.
In questi episodi creati ad hoc Gino viaggia come cronista di Pollo TV nel tempo e nello spazio, reale e fantastico, dall'antica Roma alla Firenze di Leonardo da Vinci, dalla scoperta dell'America alla Gubbio di San Francesco, dalla guerra di Troia alla favola di Pinocchio. I 26 episodi della serie, animati con il software Adobe Flash, sono prodotti da Rai Fiction, T-Rex Digimation e Cartobaleno.

### La collaborazione con UNICEF
Nel 2009, in occasione del ventennale della Convenzione ONU sui diritti dell'infanzia e dell'adolescenza, T-Rex Digimation realizza per UNICEF Italia un cartone di Gino animato con Adobe Flash, sul tema dei diritti dei bambini intitolato Ehi! Lo sai che hai dei diritti?. Presentato al Festival del Cinema di Roma, il cartoon viene distribuito in scuole e associazioni.
Il sodalizio con UNICEF per la campagna di sensibilizzazione prosegue con la realizzazione di adesivi e un poster a fumetti dove vengono trattati in modo leggero ed efficace i principali diritti sanciti dalla Convenzione.
Nel 2014 Gino è protagonista di un altro cartoon, sempre animato in Adobe Flash, per una nuova sfida UNICEF, quella sulle vaccinazioni: in Gino il Pollo e il viaggio avventuroso dei vaccini, Gino affronta un viaggio per consegnare i vaccini capaci di salvare tanti 'pulcini' in pericolo di vita. La canzone che accompagna il cartoon è cantata da Brunori Sas (arrangiata da Vlad KayaDub Costabile), testimonial UNICEF. Il corto viene presentato a Cartoons on The Bay 2014, tradotto in più lingue, incluso l'arabo, e distribuito internazionalmente. 
L'esperienza viene ripetuta per la terza volta nel 2021, attraverso un corto che ha come tema l'inclusione. La frase urlata dai protagonisti alla fine del video recita: "Il mondo è una mistura! Nessuno è spazzatura!"

### I grandi classici di Gino il Pollo: Una risata vi seppellirà
Nel settembre 2014, dopo 3 anni di lavorazione, si è conclusa la produzione della serie animata I grandi classici di Gino il Pollo. La serie, coprodotta da Rai Fiction e T-Rex Digimation e composta da 26 episodi di 11 minuti l'uno animati in Adobe Flash, è destinata agli adolescenti. Ogni episodio è trattato come un piccolo film parodistico, con personaggi Gino e la sua amata Gina, affiancati da Pippo. I Grandi Classici spazia dalla demenzialità alla filosofia, dai miti antichi ai miti della cultura adolescenziale, dalle opere letterarie ai film di culto, dalla musica classica all'hip-hop. Fu prevista la trasmissione su Rai Gulp entro la fine del 2014 e sui canali internet on demand e social dal gennaio 2015.

#### Episodi della serieI Grandi Classici di Gino il Pollo
1. Gino Amleto
2. Dracul Gino
3. Rapollonzolo
4. La notte dei polli viventi 1
5. La notte dei polli viventi 2
6. Io Pollo Robot
7. Doktor Frankengin
8. Gino e la Mummia
9. Ginetta e Romeo
10. Ginerentolo
11. Gino Padrino
12. Ginkong
13. Pollomannaro
14. Superchicken - Le Origini Segrete
15. Superchicken - Chicktonite!
16. Ginocchio 1
17. Ginocchio 2
18. Pollo Artù e i Cavalieri della Tavola Calda 1
19. Pollo Artù e i Cavalieri della Tavola Calda 2
20. Gin Hood
21. Spartaginus
22. Conan il Pollo
23. Alagino
24. Jurassic Poll
25. Ginokan il DJ della Malesia 1
26. Ginokan il DJ della Malesia 2

## Premi e riconoscimenti
- 1996 - Premio Immagine IBTS Milano per Gino the Chicken Lost in the Net
- 2002 - XXX Premio Satira Politica Forte dei Marmi - Premio Satira sul Web
- 2002 - Premio Massimo Troisi Osservatorio sulla Comicità - San Giorgio a Cremano
- 2006 - Cartoons On The Bay: Premio Giuria Abbonati Rai
- 2007 - Premio Saint Vincent per la Fiction - Premio speciale miglior Cartone Animato